# Ouakam
Ouakam est l'une des dix-neuf communes d'arrondissement de la ville de Dakar (Sénégal). Elle fait partie de l'arrondissement des Almadies.
Le quartier se trouve à l'ouest de la capitale, le long de la côte de la presqu'île du Cap-Vert. Il est dominé par les collines volcaniques des Mamelles.

## Géographie
Au pied des collines – les Mamelles – Ouakam possède deux plages, dont l'une bénéficie d'une vague droite exceptionnelle, connue de tous les surfers.

Situation de la commune d'arrondissement de Ouakam

## Histoire

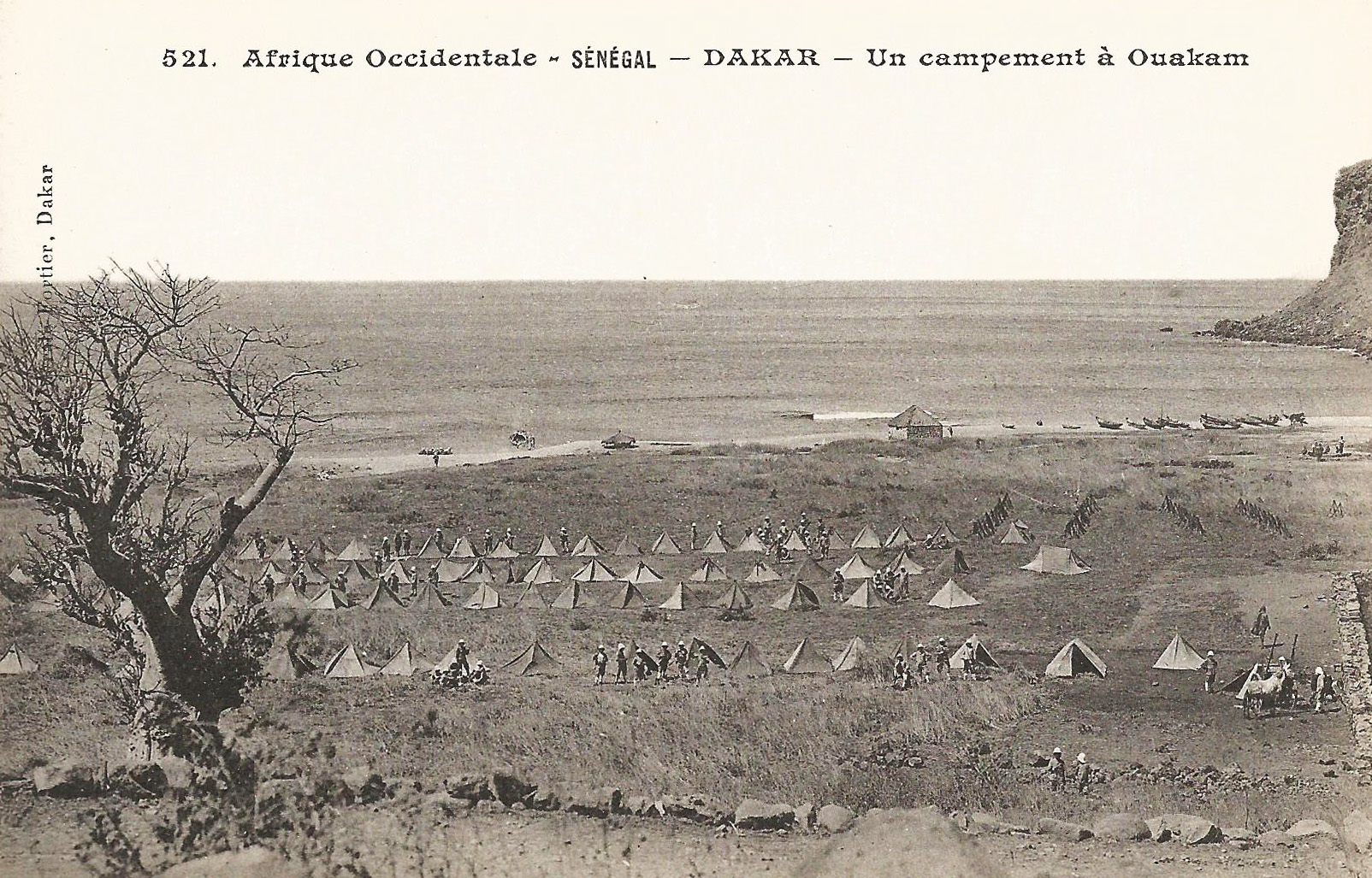
Un campement à Ouakam (AOF).

Ouakam est un ancien village lébou devenu une banlieue résidentielle de Dakar. Il est situé en bord de mer. La mosquée de la Divinité y a été bâtie de 1992 à 1997 par Mohamed Gorgui Seyni Guèye (1926-2007).
Le village est dirigé par un Jaraaf, de la lignée des Guèye. 
Le Monument de la Renaissance africaine est situé à Ouakam.

## Population
Selon les estimations officielles de 2013, la population s'élèverait à 74 692 habitants.

## Administration
| Période                        | Identité             | Parti               | Coalition           |
| ------------------------------ | -------------------- | ------------------- | ------------------- |
| 1996 - 2001                    | Birame Ndiaye        | PS                  |                     |
| 21 novembre 2001 - 12 mai 2002 | Médoune Diagne       | Délégation spéciale | Délégation spéciale |
| 2002 - 2009                    | Samba Bathily Diallo | PDS                 |                     |
| 2009 - 2014                    | Djibril Ndoye Thié   | Rewmi               |                     |
| 2014 - 2022                    | Samba Bathily Diallo | BGG                 | Manko ci deugeu     |
| depuis 2022                    | Abdoul Aziz Gueye    |                     | MPD Ligguey         |

## Économie

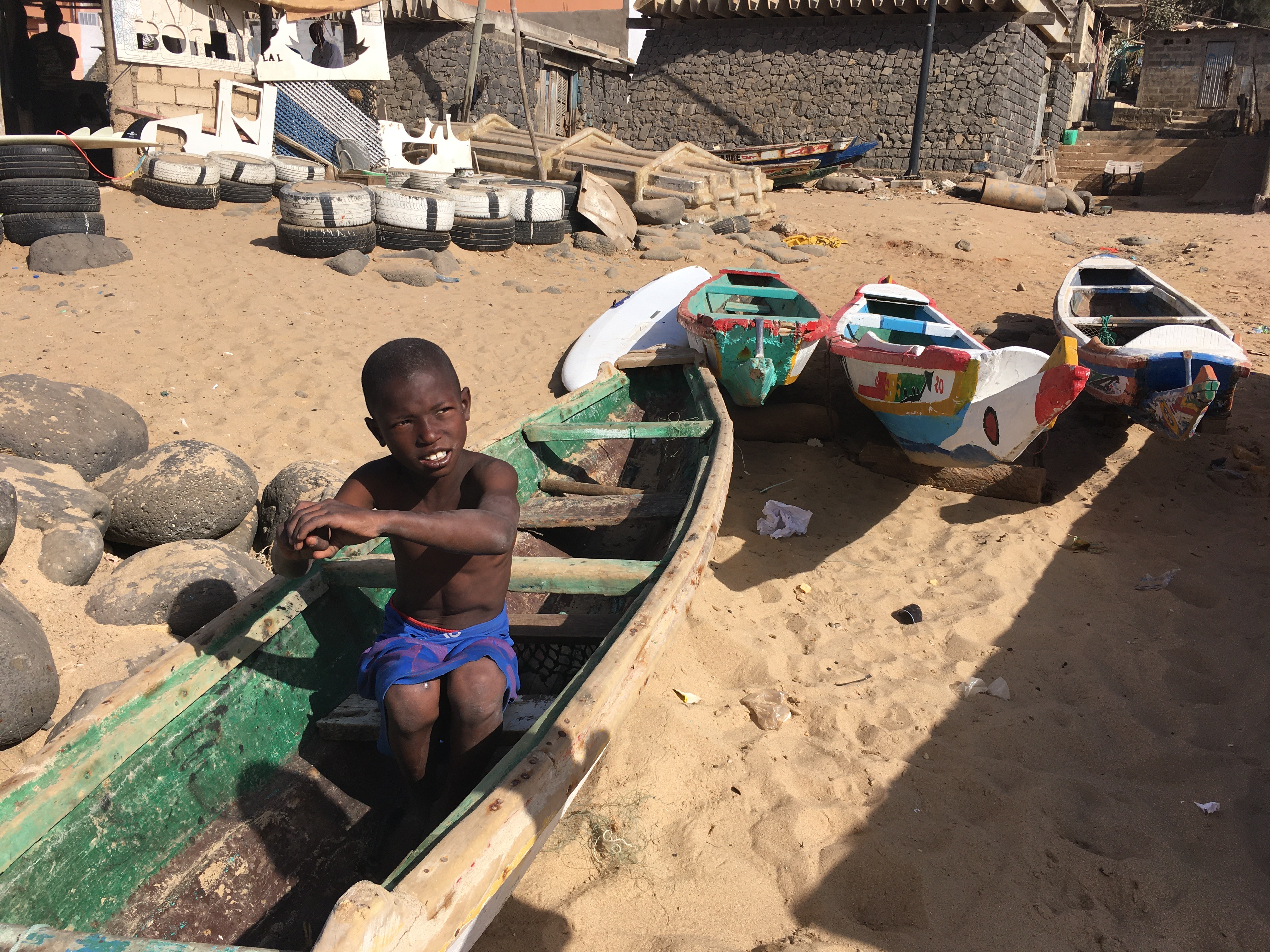
Enfant jouant sur une plage de Ouakam.

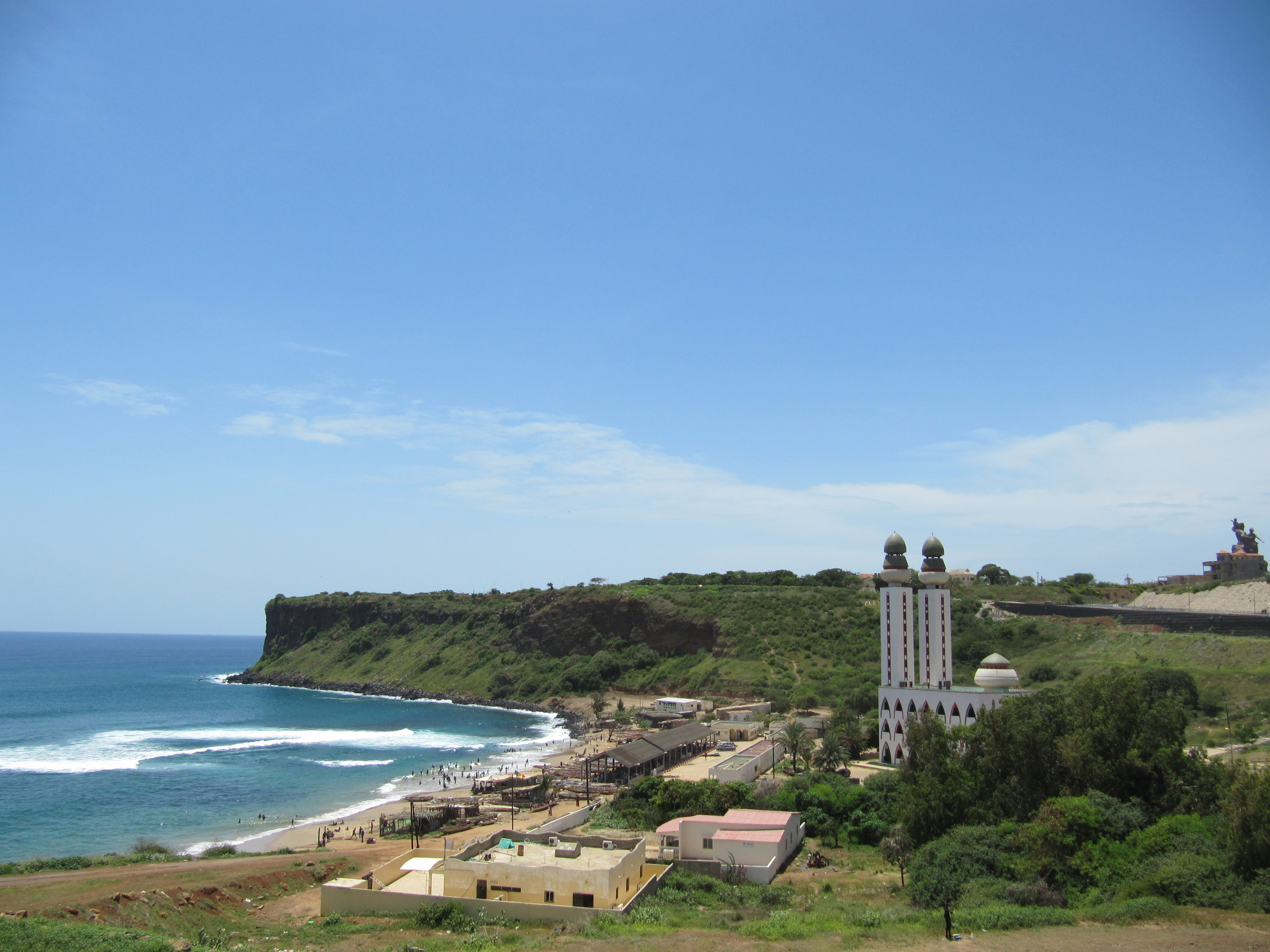
Mosquée de la Divinité, plage de Ouakam et monument de la Renaissance africaine.

De longue date, dans ce village essentiellement peuplé de Lébous, la pêche occupe une place prépondérante au sein de l'activité économique.
Surplombé par le phare des Mamelles, Ouakam bénéficie d'un site stratégique. À l'époque coloniale les tirailleurs sénégalais s'y entraînaient et aujourd'hui on y trouve à la fois un camp de l'armée de terre, l'École nationale de gendarmerie, la base aérienne 160 Dakar-Ouakam de l'armée française fermée fin juillet 2011 et la base aérienne sénégalaise.
Toutefois Ouakam constitue aussi un centre d'attraction touristique, culturel et cultuel de la capitale dakaroise avec la Mosquée de la Divinité, le phare des Mamelles et le Monument de la Renaissance africaine qui abrite de nombreux événements sur son parvis et des expositions en son sein.

## Sports
L'Union sportive de Ouakam est l'un des clubs omnisports majeurs du sport sénégalais et peut compter sur l'un des publics les plus fervents du Sénégal.
Son équipe de football masculine comme son équipe de basket-ball (féminine et masculine) ont été vainqueurs de la Coupe du Sénégal mais aussi du Championnat dans l'élite.
Sa section d'athlétisme comporte de nombreux champions du Sénégal dans son palmarès et s'illustre récemment dans les disciplines telle le marathon ou triathlon y compris au niveau continental avec sa championne Anta Ndiaye. 

## Personnalités nées à Ouakam
- Mouhamed Gorgui Seyni Gueye "Sangabi" (1926-2007), bâtisseur de la Mosquée de la Divinité
- El hadji Médoune Gueye, (1919-2008), imam de la mosquée de Ouakam, Grand Jaraaf de Ouakam, de 1987 à 2008
- Birago Diop, écrivain ;
- Ségolène Royal, femme politique française, est née sur la base militaire de Ouakam où son père, Jacques Royal, colonel d'artillerie, était affecté :
- Rama Yade, femme politique française, ex-secrétaire d'État auprès du ministre des Affaires étrangères, chargée des affaires étrangères et des droits de l'Homme;
- Pape Diakhaté, footballeur de l'Olympique lyonnais.
- Magatte Thiam (1938-2024), universitaire, syndicaliste et homme politique
- Joe Ouakam, de son vrai nom  Issa Samb, était un artiste transversal : il était à la fois poète, dramaturge, sculpteur et peintre. Il a joué dans de nombreux films. Il a notamment fait une prestation remarquée dans Hyènes, de Djibril Diop Mambéty, figure du cinéma sénégalais. Il est décédé mardi 25 avril 2017, à l'âge de 72 ans.